# 9e Infanteriedivisie (Australië)

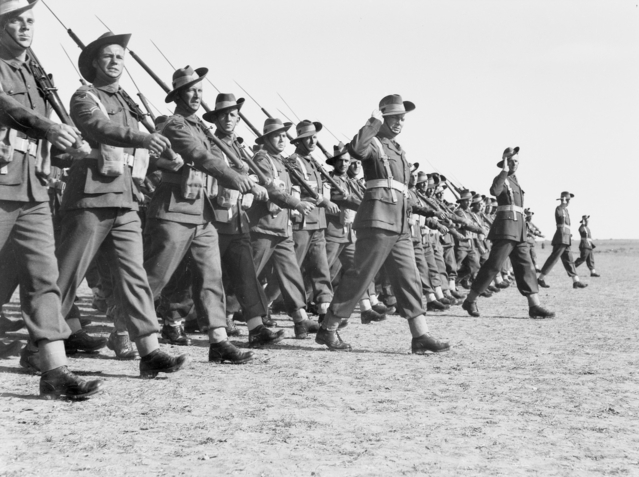
De 9e Infanteriedivisie in Gaza (1942)

De Australische 9e Infanteriedivisie (Engels: 9th Division) was een infanteriedivisie van het Australische leger gedurende de Tweede Wereldoorlog.

## Geschiedenis
De 9e Divisie werd eind 1940 in Groot-Brittannië opgericht. Ze bestond oorspronkelijk uit twee infanteriebrigades, de 18e en 25e Brigade onder generaal-majoor Henry Wynter. Later werd de 24e Brigade toegevoegd aan de 9e Divisie.
In januari 1941 werd Wynter ziek en werd vervangen door Leslie Morshead. Tegen februari 1941 was het hoofdkwartier van de 9e Divisie verplaatst naar het Midden-Oosten. Rond deze tijd werden de 18e en 25e Brigade overgeplaatst naar de Australische 7e Divisie en vervangen door de 20e en 26e Brigade. Na zware trainingen in Australië, Groot-Brittannië en Palestina werden eenheden van de 9e Divisie in maart 1941 naar Cyrenaica in Libië gezonden. In Noord-Afrika was de 9e Divisie betrokken bij de Slag om Tobroek, de Eerste Slag bij El Alamein en de Tweede Slag bij El Alamein.
In oktober 1942 verzocht de Australische regering de terugkeer van de 9e Divisie vanuit het Midden-Oosten terug naar Australië om deel te nemen aan de strijd tegen Japan. Op 24 januari 1943 vertrok de 9e Divisie vanuit Gaza naar Australië. In Australië onderging de 9e Divisie een zware training en vertrok in eind juli en begin augustus 1943 naar Nieuw-Guinea. In maart 1943 was generaal-majoor George Wootten benoemd tot bevelhebber van de 9e Divisie.
De eerste taak van de 9e Divisie in Nieuw-Guinea was de bevrijding van Lae in een gezamenlijke operatie met de Australische 7e Divisie als onderdeel van de Salamaua-Lae Campagne. Na de inname van Lae was de 9e Divisie in september 1943 betrokken bij de landing op Scarlet Beach op het Huon-schiereiland.
In januari 1944 keerde de 9e Divisie terug naar Australië, waar ze bijna een jaar bleef. Oorspronkelijk moest de 9e Divisie deelnemen aan de bevrijding van de Filipijnen, maar ze werd uiteindelijk belast met de bevrijding van Borneo. Een deel van de 9e Divisie was ook betrokken bij de inname van het eiland Tarakan en de vernietiging van het Japanse garnizoen aldaar. De operatie duurde van mei tot juni 1945. Het andere deel van de 9e Divisie was betrokken bij de landingen bij Labuan en Brunei. De 9e Divisie eindigde de oorlog op Borneo.
Het hoofdkwartier van de 9e Divisie werd op 10 februari 1946 ontbonden en de laatste eenheid van de 9e Divisie werd in mei 1946 ontbonden.

## Eenheden
De structuur van de 9e Divisie was als volgt:
- Infanterieeënheden
  - 18e Brigade – naar 7e Divisie, 1941
  - 20e Brigade – naar 7e Divisie, 1941
    - 2/13th Australian Infantry Battalion, New South Wales (NSW)
    - 2/15th Australian Infantry Battalion, Queensland (Qld)
    - 2/17th Australian Infantry Battalion, NSW

  - 24e Brigade– van 8e Divisie, 1940
    - 2/25th Australian Infantry Battalion, Qld (to 25th Infantry Brigade, 1940)
    - 2/28th Australian Infantry Battalion, Western Australia (WA)
    - 2/32nd Australian Infantry Battalion, Victoria (Vic.)
    - 2/43rd Australian Infantry Battalion, South Australia (SA)

  - 25e Brigade– naar 7e Divisie, 1941
  - 26e Brigade
    - 2/23rd Australian Infantry Battalion, Vic.
    - 2/24th Australian Infantry Battalion, Vic.
    - 2/32nd Australian Infantry Battalion, Vic. (to 24th Brigade, 1940)
    - 2/48th Australian Infantry Battalion, SA

- Artillerieregimenten
  - 2/7th Field Regiment, Royal Australian Artillery
  - 2/8th Field Regiment, RAA
  - 2/12th Field Regiment, RAA (ex 2/2nd Medium Reg., Corps Artillery)
  - 2/3rd Anti-Tank Regiment, RAA (van 8e Div., 194?)

- Genie-eenheden
  - 2/3rd Field Company, Royal Australian Engineers, Tasmania/WA/SA (from 6th Div., 194?)
  - 2/13th Field Company, RAE, Qld (ex 2/1st Field Park Company)
  - 2/7th Field Company, RAE, Qld (ex Corps Troops)
  - 2/4th Field Park Company, RAE, WA (ex 8e Divisie)

- Andere eenheden
  - 2/3rd Australian Machine-Gun Regiment (Vic.)
  - 2/3rd Australian Pioneer Battalion (van 7e Divisie, 1942)
  - 2/4th Australian Pioneer Battalion
  - 9th Australian Divisional Cavalry (van 8e Divisie, 1941)

## Bevelhebbers
- Generaal-majoor Henry Wynter (oktober 1940 – februari 1941)
- Generaal-majoor Leslie Morshead (februari 1941 – maart 1943)
- Generaal-majoor George Wootten (maart 1943 – oktober 1945).